# Vuurgoudhaan
De vuurgoudhaan (meestal vanwege zijn formaat het vuurgoudhaantje genaamd) (Regulus ignicapilla) is een zangvogel uit de familie van Regulidae.

## Kenmerken
Het vuurgoudhaantje wordt 9 tot 10 cm groot en is iets groter dan het nauw verwante goudhaantje dat de kleinste Europese vogelsoort is. De vuurgoudhaan lijkt sterk op de goudhaan. Opmerkelijke verschillen zijn de witte oogstreep en een ander geluid. Het verenkleed heeft een grijsgroene bovenzijde, een lichtgrijze onderzijde en een zwarte en witte oogstreep. Het vrouwtje heeft een gele kruin, het mannetje een oranje kruin (die echter alleen goed zichtbaar is als de vogel zijn kruinveren opzet), waaromheen zich een zwarte band bevindt.

## Voortplanting
Het legsel bestaat meestal uit zeven tot tien roze eieren met roodbruine vlekjes, die in een stevig kogelvormig nest met een opening aan de bovenzijde worden gelegd. Het vrouwtje broedt tweemaal per jaar.

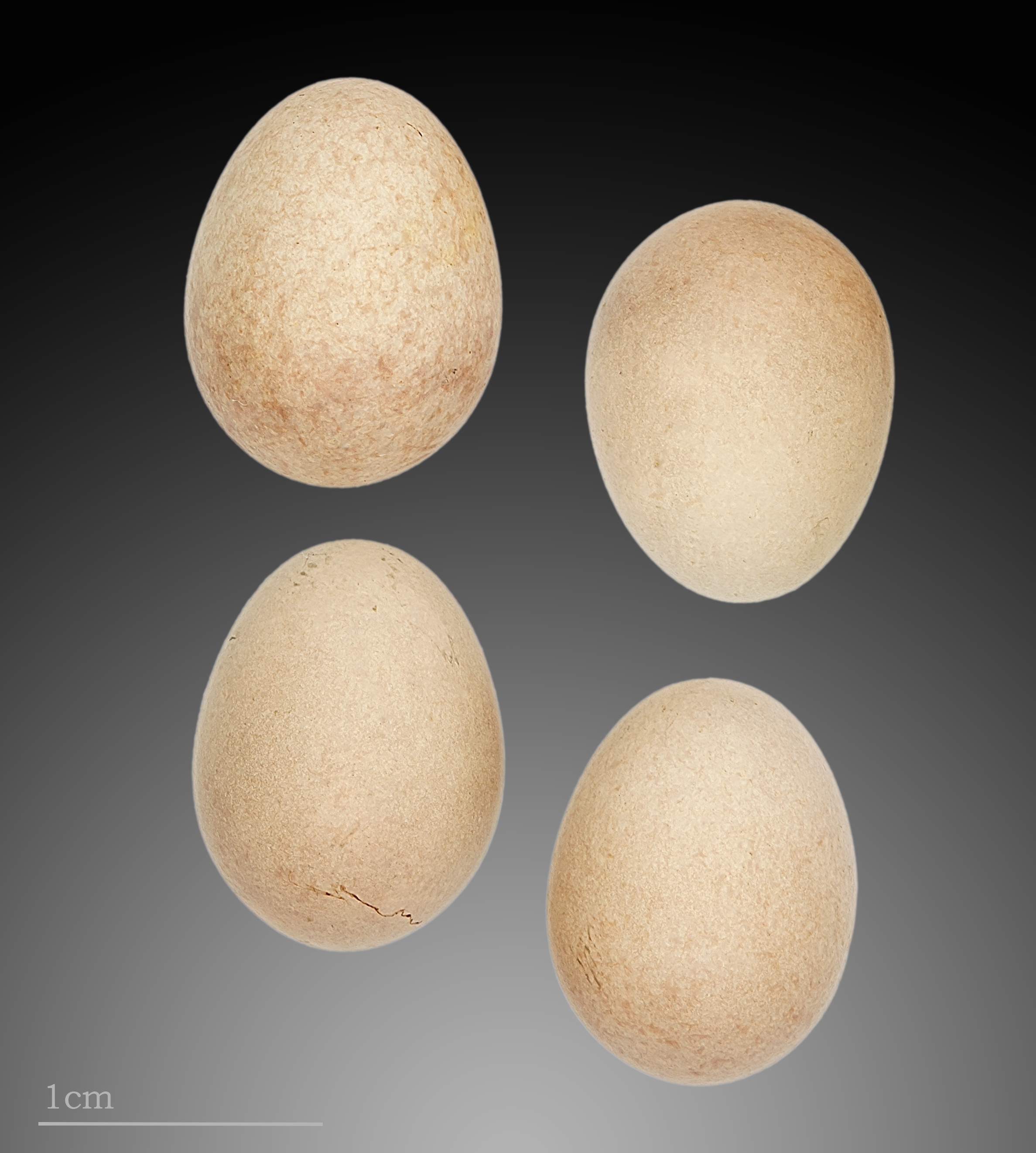
Eieren

## Verspreiding en leefgebied
In een groot deel van Europa komen vuurgoudhaantjes vooral in de zomer voor. Ze overwinteren in Zuidwest-Europa en het westelijk Middellandse Zeegebied (zie kaartje). Het is een vogel van zowel loofbos als gemengd naald- en loofbos.
De soort telt vier ondersoorten:
- R. i. ignicapilla: westelijk, centraal en zuidelijk Europa en Anatolië.
- R. i. caucasicus: de westelijke Kaukasus.
- R. i. tauricus: het Krimschiereiland.
- R. i. balearicus: de Balearen en noordwestelijk Afrika.

## Status
De vuurgoudhaan heeft een groot verspreidingsgebied en daardoor alleen al is de kans op uitsterven uiterst gering. De grootte van de populatie in Europa (waar meer dan 95% van de wereldpopulatie broedt) wordt geschat op 4,2 tot 7,1 miljoen broedparen. Er is geen aanleiding te veronderstellen dat de soort in aantal achteruit gaat. Om deze redenen staat de vuurgoudhaan als niet bedreigd op de Rode Lijst van de IUCN.

### Voorkomen in Nederland
De vuurgoudhaan is een vrij talrijke broedvogel in de bossen op de zandgronden in het midden, zuiden en noordoosten van Nederland. Het aantalsverloop van de vuurgoudhaan vertoont een grillig beeld. Koude winters hebben een negatief effect, maar daarna treedt meestal weer herstel op. Het aantal broedparen in Nederland is in de periode 2018-2020 geschat op 6500-8500, dat is minimaal een verdubbeling in 15 jaar.

## Galerij

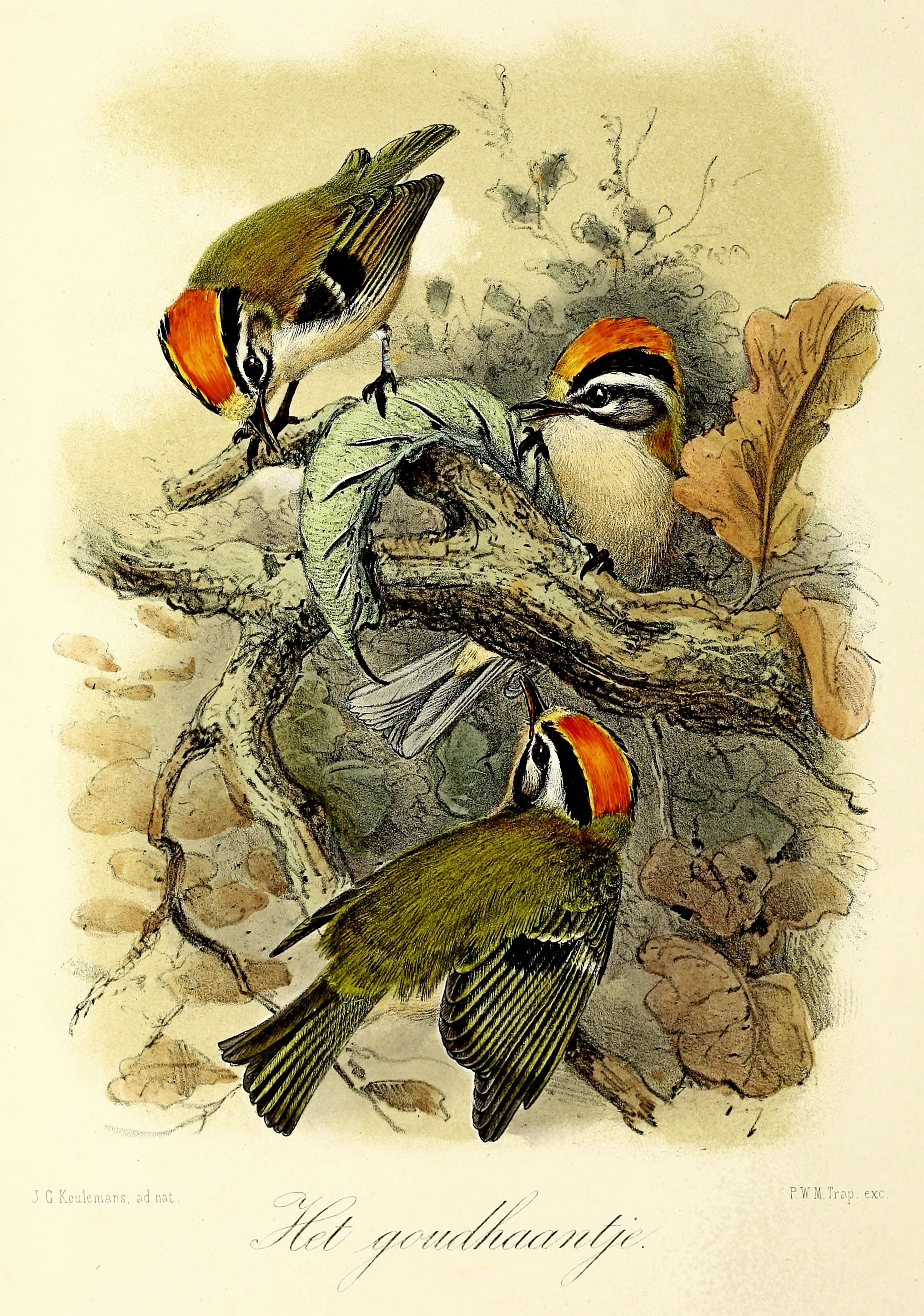
Het goudhaantje (1869), John Gerrard Keulemans
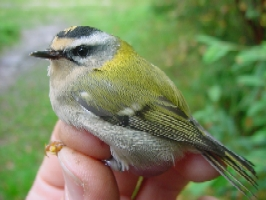
Vuurgoudhaantje als ringvangst
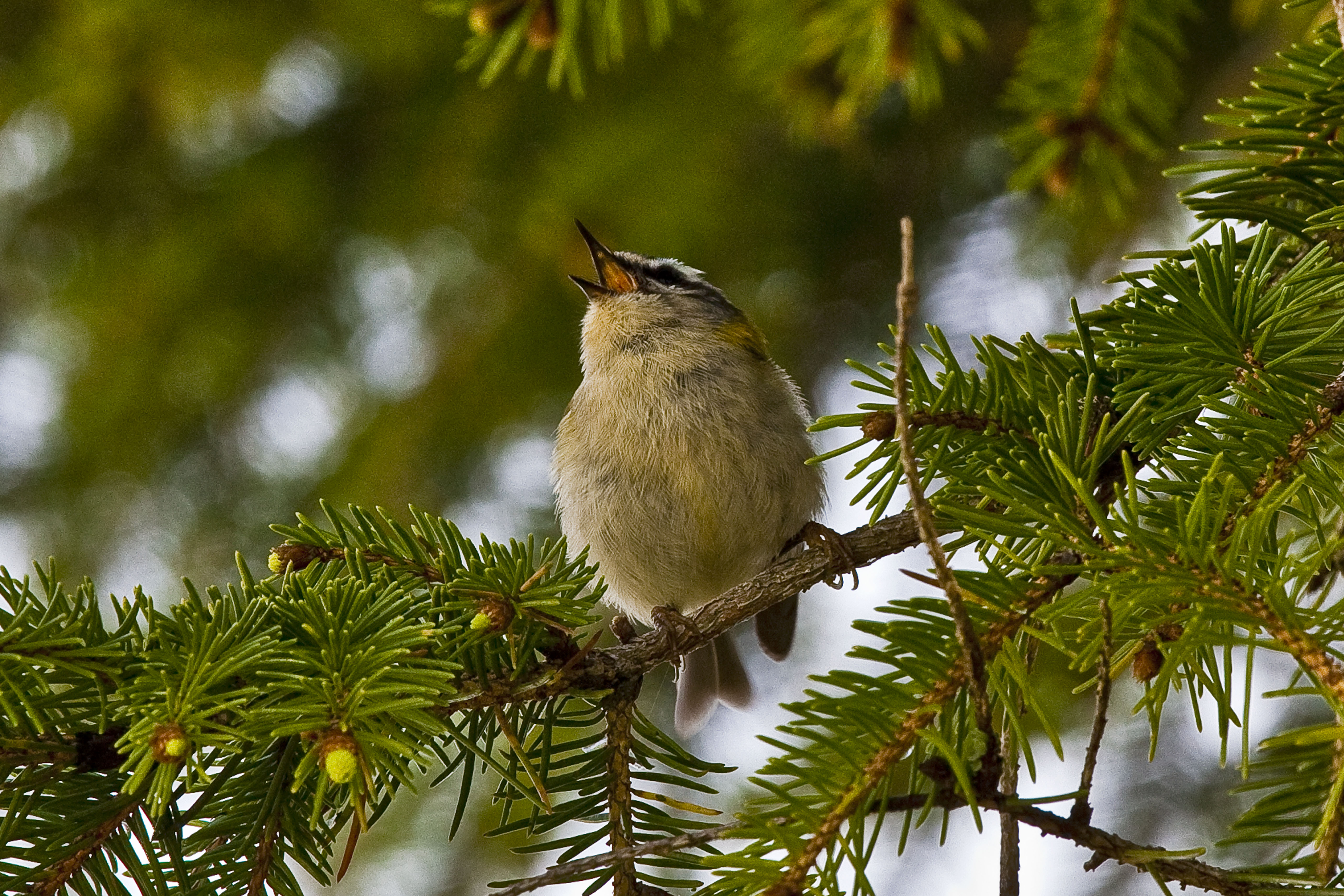
Zingende vuurgoudhaan
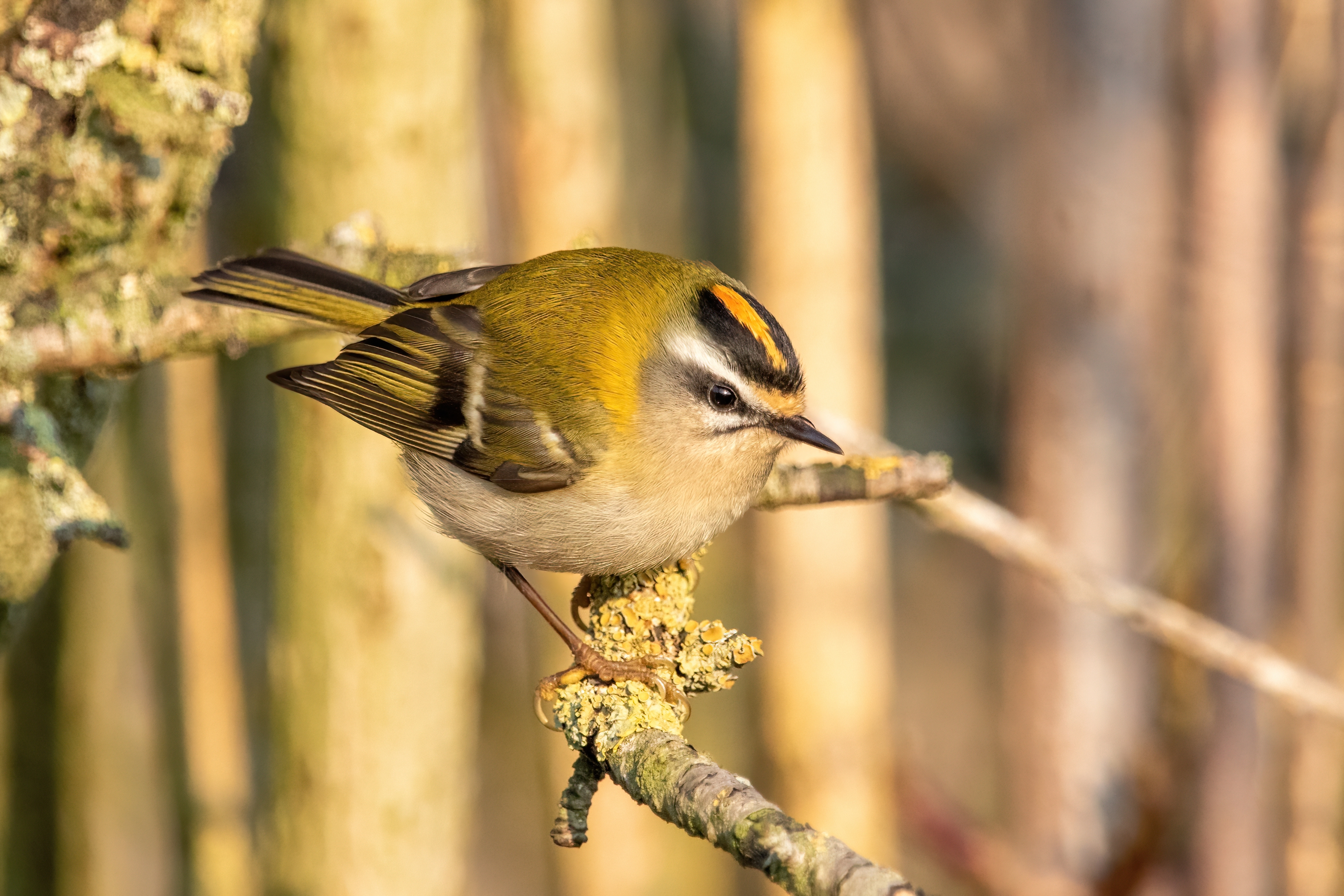
Vuurgoudhaan in Franconville

## Video
- Een vuurgoudhaan op Texel